# Varg Veum: Falne engler
Varg Veum: Falne engler (noruec: Varg Veum: Àngels caiguts) és una pel·lícula noruega del 2008 dirigida per Morten Tyldum. Va ser nominat per a nombrosos Premis Amanda el 2008. És la quarta adaptació cinematogràfica de la sèrie de novel·les policials escrita per Gunnar Staalesen Varg Veum.

## Argument
Varg Veum troba la seva antiga xicota Rebecca i l'acompanya a un concert, ja que la Rebecca està casada amb el líder de la banda, Jacob, que també és l'antic amic d'infància de Veum. Després del concert, Jacob confia en Varg i diu que creu que la Rebecca és infidel i li demana a Varg que la faci ombra i esbrini si és cert. Varg accepta de mala gana, però la Rebecca el descobreix quan la segueix. Després de renyar en Varg, ella el convida a casa seva i acaben al llit. Varg s'adona del seu error i marxa, però de camí cap allà decideix tornar-hi. Quan arriba, veu que hi ha un cotxe al camí d'accés a la casa de la Rebecca. Varg treu la seva càmera per veure què està fent la Rebecca quan descobreix un home vestit de negre que arrossega una Rebecca sense vida per la casa. Varg corre cap a la casa però quan arriba l'assassí ha desaparegut i la Rebecca està suspesa del sostre amb un vestit blanc. Varg té una teoria que l'assassinat tracta d'una execució bíblica, on una persona es va encarregar de castigar les dones pecadores que venen els seus cossos als homes, els anomenats "àngels caiguts". Però quan una nena de vuit anys és trobada executada de la mateixa manera, Varg comença a comprovar si hi ha cap connexió entre els assassinats.

## Repartiment
- Trond Espen Seim com a Varg Veum
- Per Kjerstad com a Jacob
- Bjørn Floberg com a Hamre
- Pia Tjelta com a Rebecca
- Fridtjov Såheim com a Simon